# Homme-Gorille
Ne doit pas être confondu avec Homme-Singe.
L’Homme-Gorille (Gorilla-Man) est le nom de trois personnages de l’âge d’argent des comics Marvel.
Ken Hale est apparu pour la première fois dans Men’s Adventures #26 (mars 1954), Arthur Nagan dans Mystery Tales #21 (septembre 1954) et Franz Radzik dans Tales to Astonish #28 (février 1962).

## Ken Hale

### Biographie
Mercenaire intrépide, Ken Hale a un jour entendu une rumeur disant que tuer un homme-gorille rendait virtuellement immortel. Il en tua donc un, mais se métamorphosa à son tour en l'une de ces créatures. Plus tard, il intégra les Agents of Atlas, dirigés par l'agent du FBI Jimmy Woo. Après la dissolution de l'équipe, il se retira en Afrique où il aida un jour les X-Men à retrouver le Professeur X. Quand Norman Osborn prit le contrôle de la sécurité nationale, les Agents d'Atlas se sont reformés et ont pillé la réserve d'or de Fort Knox.

### Pouvoirs
- Ken Hale possède la force et l'agilité d'un gorille. Il peut également se servir de ses pieds aussi aisément que des mains.
- Son grade dans la Fondation Atlas lui donne accès à un vaste arsenal.